# Panagiotis Pipinelis

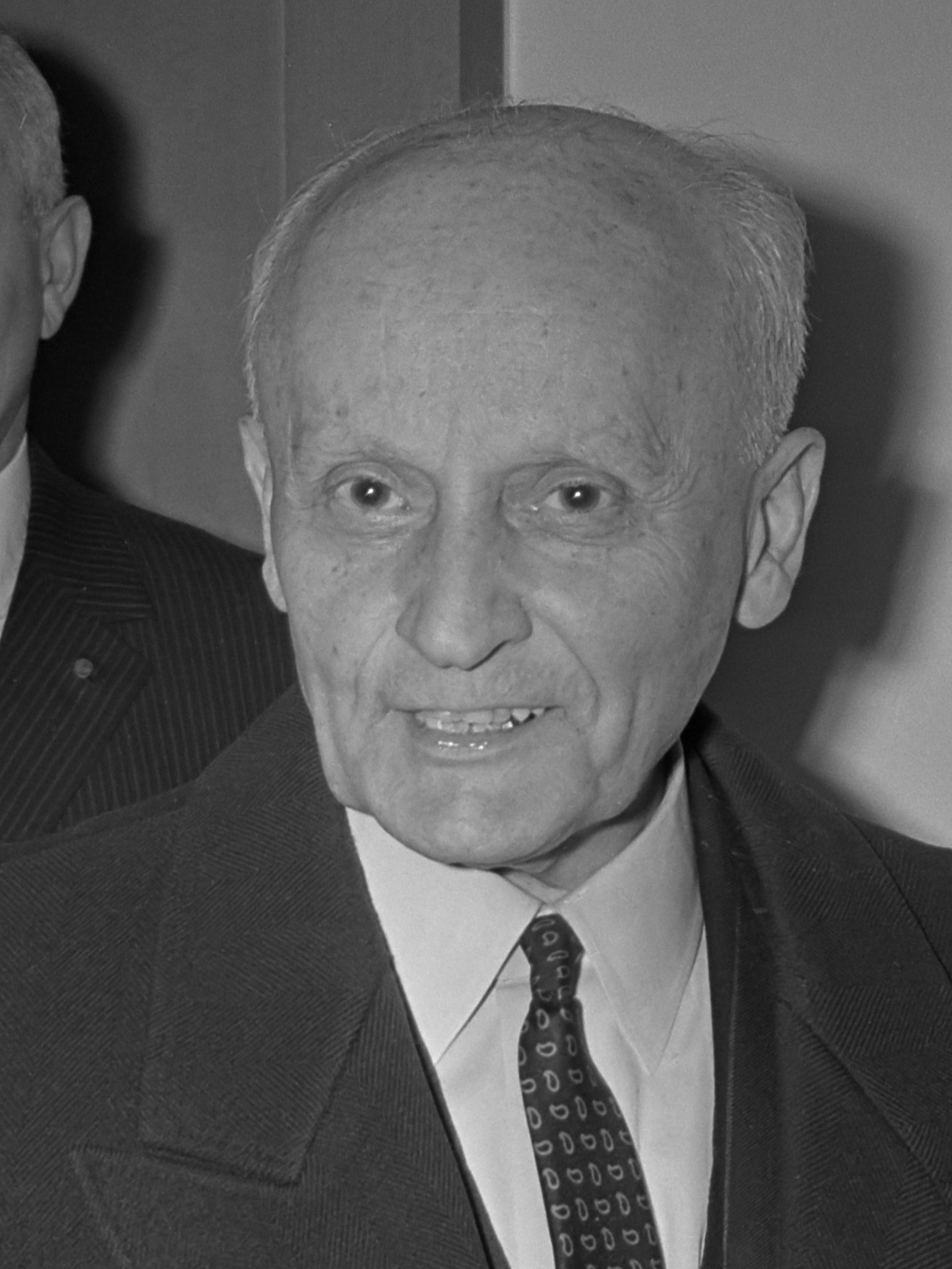
Pipinelis en 1968

Panagiotis Pipinelis (en griego: Παναγιώτης Πιπινέλης) fue un diplomático y político griego nacido en El Pireo en 1899. Fue primer ministro de Grecia del 17 de junio al 29 de septiembre de 1963. Falleció el 20 de junio de 1970.
- Datos: Q1371543
- Multimedia: Panagiotis Pipinelis / Q1371543